# Виллимпента
Виллимпента (итал. Villimpenta) — коммуна в Италии, располагается в регионе Ломбардия, подчиняется административному центру Мантуя.
Население составляет 2096 человек, плотность населения составляет 150 чел./км². Занимает площадь 14 км². Почтовый индекс — 46039. Телефонный код — 0376.
Покровителем коммуны почитается святой архангел Михаил. Праздник ежегодно празднуется 29 сентября.
В коммуне имеются приходской храм Архангела Михаила и храм, освящённый в честь Пресвятой Богородицы.